# Azure B
Azure B ou Azur B, também chamado de azur de metileno B ou cloreto de trimetiltionina, é um composto químico orgânico com fórmula C15H16ClN3S. É um corante do tipo tiazina metilada, que se comporta como corante metacromático básico, utilizado em colorações biológicas, com cores de tingimento que vão desde o verde (para cromossomos), passando pelo azul (para o núcleo e ribossomas citoplasmáticos), à cor vermelha (para depósitos que contém mucopolissacarídeos. Em estado sólido se apresenta como um pó de cor verde escuro. Em solução atua como um corante de cor azul intensa. Se utiliza como componente de colorações histológicas tais como a coloração de Romanowsky e suas derivadas. Existem muitos homólogos metilados que são utilizados como componentes de numerosas colorações histológicas policromáticas em combinação com eosina e azul de metileno em soluções de pH tamponado.
É classificado com o C.I. 52010, número CAS 531-55-5 e número EINECS 208-511-2.
A mistura de corantes é fornecida comercialmente nas formas de cloretos, tetrafluoroboratos, tiocianatos e percloratos. Os cloretos são facilmente solúveis em água ou metanol. Já as outras formas podem requerer um agente solubilizador para sua preparação.

## Obtenção
É produzido pela oxidação do azul de metileno.

## Outras aplicações
É utilizado como componente da coloração pancromática de Giemsa para protozoários sanguíneos. Também é utilizado para a coloração de espécimes semidelgadas de tecidos vegetais.
Pode ser usado em determinação de periodato por espectrofotometria.

## Homólogos
- Azure A (C.I.: 52005, CAS: 531-53-3) : Também chamado azur de metileno A, dimetiltionina assimétrica, um corante utilizado em colorações nucleares e de sangue.
- Azure C : Cloreto de monometiltionina, utilizado na coloração de mucinas e cartílagens.
- Azur II (CAS: 37247-10-2): uma mistura de Azure B (Azure I) e azul de metileno em partes iguais.
- Azuresina: Um complexo de azure A e resina de permuta catiônica carbacrílica, utilizada como prova diagnóstica na detecção sem intubação de acloridria gástrica.[5]